# Roni Ben-Hur
Roni Ben-Hur (Dimona, 1962. július 9. –) izraeli dzsesszgitáros. 1985 óta az Egyesült Államokban él. Szülei tunéziaiak.

## Pályakép
Hét gyermek közül a legfiatalabb volt. Nagyjából tíz éves korában nevét Ben-Hurra változtatták, ugyanakkor, amikor – 1957-ben – a tunéziai család Izraelbe emigrált, elkerülendő az üldöztetést. A dzsessz iránti szeretetete Izraelben alakult ki. Megdöbbentette annak hasonlósága az észak-afrikai zsidó zenével.
22 éves korában New Yorkba költözött. 1993 óta rendszeresen fellép Barry Harrisszel, tanárával, klubokban, koncerttermekben és fesztiválokon. Olyan nagyságokkal is dolgozott, mint Etta Jones, Cecil Payne, Chris Anderson, Teri Thornton, Charles McPherson, Charles Davis, Bill Doggett...
Teaneckben, New Jersey-ben él az énekesnő feleségével (Amy London) és két lányával.

## Lemezek
- Backyard with Barry Harris (TCB, 1995)
- Sofia's Butterfly (TCB, 1998)
- Anna's Dance (Reservoir, 2001)
- Signature (Reservoir, 2005)
- Keepin' It Open (2007)
- Smile with Gene Bertoncini (Motéma, 2008)
- Fortuna (Motéma, 2009)
- Mojave with Nilson Matta (Motéma, 2011)
- Our Thing with Santi Debriano, Duduka Da Fonseca (Motéma, 2012)
- Alegria de Viver with Leny Andrade (Motéma, 2014)
- Introspection with Harvie S. (Jazzheads, 2018)